# Арауко (Чили)
Арауко (исп. Arauco) — город в Чили. Административный центр одноимённой коммуны. Население — 16 291 человек (2002). Город и коммуна входит в состав провинции Арауко и области Био-Био.
Территория коммуны — 956,1 км². Численность населения — 39 308 жителей (2007). Плотность населения — 41,11 чел./км².

## Расположение
Город расположен в 52 км юго-западнее административного центра области — города Консепсьон и в 50 км северо-восточнее административного центра провинции — города Лебу.
Коммуна граничит:
- на северо-востоке — с коммуной Лота
- на востоке — с коммуной Санта-Хуана
- на юге — с коммунами Куранилауэ, Лебу

На севере и западе коммуны расположен Тихий океан.

## Демография
Согласно сведениям, собранным в ходе переписи Национальным институтом статистики, население коммуны составляет 39 308 человек, из которых 19 964 мужчины и 19 344 женщины.
Население коммуны составляет 1,98 % от общей численности населения области Био-Био. 28,09 % относится к сельскому населению и 71,91 % — городское население.

### Важнейшие населённые пункты коммуны
- Арауко (город) — 16 291 житель
- Ларакете (посёлок) — 4605 жителей
- Карампангуэ (посёлок) — 3373 жителя
- Тубуль (посёлок) — 1944 жителя
- Рамадильяс (посёлок) — 1436 жителей
- Пунта-Лавапие (посёлок) — 1153 жителя